# 本巣市立席田小学校
本巣市立席田小学校（もとすしりつ むしろだしょうがっこう）は、岐阜県本巣市の公立小学校。

## 就学区域
- 上保、郡府、北野、春近、石原、三橋[注釈 1]、仏生寺[1]
- 本巣市は学校選択制を導入しており、就学区域外の本巣市内在住者でも、1年生の入学時および転入時においてのみ席田小学校を選択することが可能[1][2]。

## 沿革
- 1873年（明治6年） - 
  - 郡府村に彫琢義校が開校。上保村、郡府村、北野村、石原村の児童が通学する。知勝院を仮校舎とする。
  - 仏生寺村に格物義校が開校。三橋村、仏生寺村、芝原村、加茂村の児童が通学する。悟春院[注釈 2]を仮校舎とする。
- 1874年（明治7年） - 彫琢義校が彫琢学校、格物義校が格物学校に改称する。
- 1877年（明治10年） - 彫琢学校、格物学校の高校が完成し、移転。
- 1879年（明治12年） - 彫琢学校が席田北校、格物学校が席田南校に改称する。
- 1886年（明治19年） - 席田北校が郡府尋常簡易科小学校、席田南校が仏生寺簡易科小学校改称する。
- 1887年（明治20年）3月 - 郡府尋常簡易科小学校が郡府尋常小学校、仏生寺簡易科小学校が仏生寺尋常小学校に改称する。
- 1891年（明治24年）10月28日 - 濃尾地震により校舎が倒壊。郡府尋常小学校は上保村と郡府村の民家、仏生寺尋常小学校は仏生寺村の悟春院と三橋村の勝林寺[注釈 3]で授業を再開。
- 1892年（明治25年）11月 - 郡府尋常小学校と仏生寺尋常小学校との統合の議論が起きる。
- 1893年（明治26年）
  - 3月 - 統合校舎の設置場所が石原村に決まる。
  - 7月1日 - 郡府尋常小学校と仏生寺尋常小学校が合併し、席田尋常小学校となる。統合校舎が完成。
- 1894年（明治27年）4月 - 席田尋常高等小学校に改称する。
- 1897年（明治30年）4月1日 - 上保村、郡府村、北野村、春近村、石原村、三橋村、仏生寺村、芝原村、加茂村が合併し、本巣郡席田村が発足。
- 1924年（大正13年）10月 - 現在地に移転が決まり、校舎が着工する。
- 1925年（大正14年）8月 - 新校舎、講堂が完成し移転。校舎が当時の岐阜県では珍しい2階建ての鉄筋コンクリート造（設計：河村鹿市）であった。
- 1941年（昭和16年）4月1日 - 席田国民学校に改称する。
- 1947年（昭和22年）4月1日 - 席田村立席田小学校に改称する。
- 1956年（昭和31年）9月30日 - 糸貫村に編入される。これに伴い、糸貫村立席田小学校に改称する[注釈 4]。
- 1960年（昭和35年）4月1日 - 町制施行により糸貫町となる。同時に糸貫町立席田小学校に改称する。
- 1981年（昭和56年） - 現在の校舎が完成。
- 2004年（平成16年） - 本巣町、真正町、糸貫町、根尾村が合併し本巣市が発足。同時に本巣市立席田小学校に改称する。

## 進学先中学校
- 本巣市立糸貫中学校

## その他
- 1945年（昭和20年）、席田村上保、郡府に陸軍による滑走路の建設が行われ、当時の席田国民学校校舎が宿舎、体育館は資材置場として使用された。しかし、戦局の悪化もあり、終戦前に建設は中止となった[3]。
- 1925年に完成した鉄筋コンクリート造2階建の校舎を設計したのは、現在の揖斐郡大野町出身の設計者、河村鹿市（1897年-1947年）である。川合尋常高等小学校旧制大垣中学校・早稲田大学理工学部建築科卒。岐阜県を中心に鉄筋コンクリートに建築物を設計した。大垣市郭町の大垣貯蓄銀行本店（現・大垣市守屋多々志美術館）、岐阜市美江寺町の岐阜県教育会図書館（後の岐阜教育会館、2011年解体）などがある。
- 1976年頃、従来の校舎を改修するか新築するかで議論が起きた。この際、従来の校舎が使用可能か、また大正年間の貴重な鉄筋コンクリートの建築物であることから徹底的に調査が行われた。結局、老朽化により取り壊されたが、調査内容は「岐阜県本巣郡糸貫町立席田小学校校舎に関する建築調査報告書」としてまとめられた。